# Rövid pályás úszó-Európa-bajnokság
A rövid pályás úszó-Európa-bajnokság egy az Európai Úszószövetség által szervezett verseny, amelyet minden év telén, általában decemberben rendeznek meg. A bajnokság rövid pályás, azaz nem a szokásos 50 méteres versenymedencében, hanem 25 méteres medencében zajlik. 1996 előtt a verseny neve sprint úszó-Európa-bajnokság volt, mert a versenyzők csak rövid számokban indulhattak. Népszerűsége, valamint a megjelenő versenyzők száma kisebb, mint a nagymedencés úszó-Európa-bajnokságnak. A magyar csapat először 1999-ben vett részt a versenyeken. Az első versenyt 1991-ben tartották Gelsenkirchen városában. 2007-ben Debrecen adott otthont az eseménynek.
A rövid pályás úszó-Európa-bajnokságok elért legjobb eredményeket külön is feljegyzik.

## Helyszínek
| Sor.                               | Év                           | Dátum                        | Helyszín                     | Rendező ország               |
| Sprint úszó-Európa-bajnokság       | Sprint úszó-Európa-bajnokság | Sprint úszó-Európa-bajnokság | Sprint úszó-Európa-bajnokság | Sprint úszó-Európa-bajnokság |
| ---------------------------------- | ---------------------------- | ---------------------------- | ---------------------------- | ---------------------------- |
| 1.                                 | 1991                         | december 6–8.                | Gelsenkirchen                | Németország                  |
| 2.                                 | 1992                         | december 21–22.              | Espoo                        | Finnország                   |
| 3.                                 | 1993                         | november 11–13.              | Gateshead                    | Egyesült Királyság           |
| 4.                                 | 1994                         | december 3–4.                | Stavanger                    | Norvégia                     |
| Rövid pályás úszó-Európa-bajnokság |                              |                              |                              |                              |
| 1.                                 | 1996                         | december 13–15.              | Rostock                      | Németország                  |
| 2.                                 | 1998                         | december 11–13.              | Sheffield                    | Egyesült Királyság           |
| 3.                                 | 1999                         | december 9–12.               | Lisszabon                    | Portugália                   |
| 4.                                 | 2000                         | december 14–17.              | Valencia                     | Spanyolország                |
| 5.                                 | 2001                         | december 13–16.              | Antwerpen                    | Belgium                      |
| 6.                                 | 2002                         | december 12–15.              | Riesa                        | Németország                  |
| 7.                                 | 2003                         | december 11–14.              | Dublin                       | Írország                     |
| 8.                                 | 2004                         | december 9–12.               | Bécs                         | Ausztria                     |
| 9.                                 | 2005                         | december 8–11.               | Trieszt                      | Olaszország                  |
| 10.                                | 2006                         | december 7–10.               | Helsinki                     | Finnország                   |
| 11.                                | 2007                         | december 13–16.              | Debrecen                     | Magyarország                 |
| 12.                                | 2008                         | december 11–14.              | Fiume                        | Horvátország                 |
| 13.                                | 2009                         | december 10–13.              | Isztambul                    | Törökország                  |
| 14.                                | 2010                         | november 25–28.              | Eindhoven                    | Hollandia                    |
| 15.                                | 2011                         | december 8–11.               | Szczecin                     | Lengyelország                |
| 16.                                | 2012                         | november 22–25.              | Chartres                     | Franciaország                |
| 17.                                | 2013                         | december 12–15.              | Herning                      | Dánia                        |
| 18.                                | 2015                         | december 2–6.                | Netánja                      | Izrael                       |
| 19.                                | 2017                         | december 13–17.              | Koppenhága                   | Dánia                        |
| 20.                                | 2019                         | december 4–7.                | Glasgow                      | Egyesült Királyság           |
| 21.                                | 2021                         | november 2–7.                | Kazany                       | Oroszország                  |
| 22.                                | 2023                         | december 5–10.               | Bukarest                     | Románia                      |
| 23.                                | 2025                         | december 2–7.                | Lublin                       | Lengyelország                |

## Versenyszámok
| Versenyszám                 | Férfiaknak ebben az évben rendezték először | Nőknek ebben az évben rendezték először |
| --------------------------- | ------------------------------------------- | --------------------------------------- |
| 50 m gyors                  | 1991                                        | 1991                                    |
| 100 m gyors                 | 1996                                        | 1996                                    |
| 200 m gyors                 | 1996                                        | 1996                                    |
| 400 m gyors                 | 1996                                        | 1996                                    |
| 800 m gyors                 | 2021                                        | 1996                                    |
| 1500 m gyors                | 1996                                        | 2021                                    |
| 50 m hát                    | 1991                                        | 1991                                    |
| 100 m hát                   | 1996                                        | 1996                                    |
| 200 m hát                   | 1996                                        | 1996                                    |
| 50 m mell                   | 1991                                        | 1991                                    |
| 100 m mell                  | 1996                                        | 1996                                    |
| 200 m mell                  | 1996                                        | 1996                                    |
| 50 m pillangó               | 1991                                        | 1991                                    |
| 100 m pillangó              | 1996                                        | 1996                                    |
| 200 m pillangó              | 1996                                        | 1996                                    |
| 100 m vegyes                | 1991                                        | 1991                                    |
| 200 m vegyes                | 1996                                        | 1996                                    |
| 400 m vegyes                | 1996                                        | 1996                                    |
| 4 × 50 m gyorsváltó         | 1991                                        | 1991                                    |
| 4 × 50 m vegyes váltó       | 1991                                        | 1991                                    |
| 4 × 50 m mixed gyorsváltó   | 2012                                        | 2012                                    |
| 4 × 50 m mixed vegyes váltó | 2012                                        | 2012                                    |

## Éremtáblázat (1991–2023)
| Helyezés   | Nemzet              | Arany | Ezüst | Bronz | Összesen |
| 1.         | Németország         | 143   | 139   | 115   | 397      |
| 2.         | Oroszország         | 100   | 81    | 86    | 267      |
| 3.         | Hollandia           | 90    | 52    | 56    | 198      |
| 4.         | Svédország          | 85    | 67    | 46    | 198      |
| 5.         | Olaszország         | 82    | 98    | 88    | 268      |
| 6.         | Magyarország        | 68    | 42    | 34    | 144      |
| 7.         | Franciaország       | 56    | 55    | 53    | 164      |
| 8.         | Nagy-Britannia      | 53    | 79    | 88    | 220      |
| 9.         | Ukrajna             | 39    | 32    | 30    | 101      |
| 10.        | Lengyelország       | 35    | 31    | 29    | 95       |
| 11.        | Dánia               | 21    | 41    | 37    | 99       |
| 12.        | Spanyolország       | 20    | 25    | 25    | 70       |
| 13.        | Szlovákia           | 19    | 7     | 7     | 33       |
| 14.        | Szlovénia           | 18    | 17    | 23    | 58       |
| 15.        | Finnország          | 15    | 13    | 17    | 45       |
| 16.        | Ausztria            | 12    | 16    | 16    | 44       |
| 17.        | Horvátország        | 12    | 15    | 12    | 39       |
| 18.        | Csehország          | 11    | 16    | 20    | 47       |
| 19.        | Litvánia            | 8     | 8     | 10    | 26       |
| 20.        | Fehéroroszország    | 7     | 11    | 23    | 41       |
| 21.        | Svájc               | 7     | 9     | 9     | 25       |
| 22.        | Szerbia*            | 6     | 5     | 4     | 15       |
| 23.        | Izland              | 6     | 3     | 4     | 13       |
| 24.        | Görögország         | 4     | 5     | 14    | 23       |
| 25.        | Norvégia            | 3     | 9     | 16    | 28       |
| 26.        | Belgium             | 3     | 7     | 10    | 20       |
| 27.        | Szovjetunió         | 3     | 2     | 2     | 7        |
| 28.        | Írország            | 3     | 1     | 9     | 13       |
| 29.        | Észtország          | 1     | 8     | 6     | 15       |
| 30.        | Izrael              | 1     | 5     | 11    | 17       |
| 31.        | Románia             | 1     | 4     | 10    | 15       |
| 32.        | Törökország         | 1     | 3     | 5     | 9        |
| 33.        | Bulgária            | 1     | 0     | 3     | 4        |
| 34.        | Portugália          | 0     | 1     | 3     | 4        |
| 35.        | Feröer              | 0     | 1     | 0     | 1        |
| 36.        | Liechtenstein       | 0     | 0     | 1     | 1        |
| 36.        | Bosznia-Hercegovina | 0     | 0     | 1     | 1        |
| 37 esemény | 37 esemény          | 934   | 908   | 923   | 2765     |

## Magyar szereplés az Európa-bajnokságokon
Magyarország először 1998-ban vett részt a versenyeken. Eddig a legsikeresebb a 2015-ös Európa-bajnokság volt, amelyen 11 arany-, 3 ezüst-, és 1 bronzérmet nyertek a magyar úszók. Ezzel a teljesítménnyel az éremtáblázat első helyén végeztek.
| Év        | Helyezés az éremtáblázaton | Arany          | Ezüst          | Bronz          | Összesen       |
| --------- | -------------------------- | -------------- | -------------- | -------------- | -------------- |
| 2023      | 12.                        | 0              | 2              | 3              | 5              |
| 2021      | 5.                         | 3              | 1              | 1              | 5              |
| 2019      | 4.                         | 4              | 4              | 3              | 11             |
| 2017      | 2.                         | 8              | 3              | 2              | 13             |
| 2015      | 1.                         | 11             | 3              | 1              | 15             |
| 2013      | 2.                         | 5              | 3              | 2              | 10             |
| 2012      | 2.                         | 6              | 4              | 2              | 12             |
| 2011      | 6.                         | 4              | 3              | 5              | 12             |
| 2010      | 3.                         | 6              | 1              | 2              | 9              |
| 2009      | 5.                         | 3              | 4              | 1              | 8              |
| 2008      | 16.                        | 0              | 3              | 1              | 4              |
| 2007      | 4.                         | 4              | 2              | 3              | 9              |
| 2006      | 8.                         | 2              | 3              | 1              | 6              |
| 2005      | 4.                         | 4              | 0              | 1              | 5              |
| 2004      | 10.                        | 2              | 1              | 2              | 5              |
| 2003      | 5.                         | 3              | 0              | 1              | 4              |
| 2002      | 6.                         | 3              | 2              | 3              | 8              |
| 2001      | –                          | 0              | 0              | 0              | 0              |
| 2000      | –                          | 0              | 0              | 0              | 0              |
| 1999      | 16.                        | 0              | 3              | 0              | 3              |
| 1998      | –                          | 0              | 0              | 0              | 0              |
| 1991–1996 | nem vett részt             | nem vett részt | nem vett részt | nem vett részt | nem vett részt |
| Összesen: | Összesen:                  | 68             | 42             | 34             | 144            |

## Magyar úszó-Európa-bajnokok
| Név                    | Eb címek száma | Részletezés |
| ---------------------- | -------------- | --- |
| Hosszú Katinka         | 20             | 2012 – 100 m vegyes, 200 m vegyes, 200 m pillangó 2013 – 200 m vegyes 2015 – 50 m hát, 100 m hát, 200 m hát, 100 m vegyes, 200 m vegyes, 400 m vegyes 2017 – 50 m hát, 100 m hát, 200 m hát, 100 m vegyes, 200 m vegyes, 400 m vegyes 2019 – 100 m vegyes, 200 m vegyes, 400 m vegyes, 200 m pillangó                                  |
| Cseh László            | 19             | 2003 – 400 m vegyes 2004 – 400 m vegyes 2005 – 100 m hát, 200 m vegyes, 400 m vegyes 2006 – 200 m vegyes 2007 – 200 m pillangó, 200 m vegyes, 400 m vegyes 2009 – 400 m vegyes 2011 – 200 m pillangó, 200 m vegyes, 400 m vegyes 2012 – 200 m pillangó, 200 m vegyes, 400 m vegyes 2015 – 100 m pillangó, 200 m pillangó, 200 m vegyes |
| Gyurta Dániel          | 6              | 2006 – 200 m mell 2007 – 200 m mell 2009 – 200 m mell 2011 – 200 m mell 2013 – 100 m mell, 200 m mell |
| Risztov Éva            | 6              | 2002 – 200 m pillangó, 400 m gyors, 800 m gyors 2003 – 200 m pillangó, 400 m vegyes 2004 – 400 m vegyes |
| Szabó Szebasztián      | 3              | 2021 – 50 m gyors, 50 m pillangó, 100 m pillangó |
| Verrasztó Dávid        | 3              | 2010 – 400 m vegyes 2013 – 400 m vegyes 2015 – 400 m vegyes |
| Verrasztó Evelyn       | 3              | 2009 – 200 m vegyes 2010 – 100 m vegyes, 200 m vegyes |
| Bernek Péter           | 2              | 2015 – 400 m gyors 2017 – 400 m vegyes |
| Jakabos Zsuzsanna      | 2              | 2010 – 200 m pillangó, 400 m vegyes |
| Boulsevicz Beatrix     | 1              | 2005 – 200 m pillangó |
| Gyurta Gergely         | 1              | 2013 – 1500 m gyors |
| Mutina Ágnes           | 1              | 2010 – 400 m gyors |
| Telegdy-Kapás Boglárka | 1              | 2017 – 400 m gyors |

## Európa-bajnoki csúcsok
Az Európa-bajnokságokon elért legjobb időket külön is jegyzik. Jelenleg 6 versenyszámban tartja a legjobb időt magyar versenyző:
| Év   | Versenyszám          | Sportoló          | Idő     | Dátum             |
| ---- | -------------------- | ----------------- | ------- | ----------------- |
| 2021 | 50 m férfi pillangó  | Szabó Szebasztián | 21,75   | 2021. november 6. |
| 2015 | 200 m férfi pillangó | Cseh László       | 1:49,00 | 2015. december 6. |
| 2015 | 200 m női vegyes     | Hosszú Katinka    | 2:02,53 | 2015. december 5. |
| 2015 | 200 m női hát        | Hosszú Katinka    | 1:59,84 | 2015. december 4. |
| 2015 | 100 m női vegyes     | Hosszú Katinka    | 56,67   | 2015. december 4. |
| 2015 | 400 m női vegyes     | Hosszú Katinka    | 4:19,46 | 2015. december 2. |